# 17556 Pierofrancesca
17556 Pierofrancesca è un asteroide della fascia principale. Scoperto nel 1993, presenta un'orbita caratterizzata da un semiasse maggiore pari a 2,3313900 au e da un'eccentricità di 0,1830766, inclinata di 1,73583° rispetto all'eclittica.
L'asteroide è dedicato a Piero della Francesca, uno dei maggiori pittori del Rinascimento.